# Aphalara ulicis
Aphalara ulicis är en insektsart som beskrevs av W. Foerster 1848. Aphalara ulicis ingår i släktet Aphalara och familjen rundbladloppor. Inga underarter finns listade i Catalogue of Life.